# Robert Kudielka
Robert Kurt Kudielka (* 30. August 1945 in Lindau (Bodensee)) ist ein deutscher Kunstwissenschaftler.

## Biographie
Kudielka studierte zwischen 1967 und 1972 unter anderem bei Dieter Jähnig und Walter Schulz Philosophie, bei Wolfgang Schadewaldt Klassische Philologie, sowie Germanistik und Kunstgeschichte in Tübingen. 1977 erfolgte die Promotion mit einer Studie über Kants Kritik der Urteilskraft bei Dieter Jähnig an der Universität Tübingen.
Zwischen 1967 und 1977 wirkte Kudielka als freiberuflicher Kunstkritiker und Ausstellungskurator.
1978 folgte er einem Ruf auf den Lehrstuhl für Ästhetik und Theorie der Kunst an die Universität der Künste in Berlin, wo er 2010 emeritiert wurde.
1982–1984 war Kudielka Visiting Lecturer am Royal College of Art in London.
Seit 1997 ist er Mitglied der Akademie der Künste Berlin-Brandenburg, in welcher er von 2003 bis 2012 auch das Amt des Direktors der Abteilung Bildende Künste bekleidete. Im Jahre 2000 hatte Kudielka eine Gastprofessur an der Universität von Rio de Janeiro, Brasilien inne.
Seit 1967 wirkt Kudielka als Kurator an zahlreichen Ausstellungen mit. Darüber hinaus ist er Teilnehmer und Organisator vieler Workshops, Symposien und Kolloquien. Für seine Verdienste um die Kunst im öffentlichen Leben wurde Kudielka 1998 zum außerordentlichen Mitglied des Deutschen Künstlerbundes ernannt.

## Wissenschaftliche Arbeit
Ein wichtiger Schwerpunkt seiner wissenschaftlichen Arbeit ist die Auseinandersetzung mit der Theorie der Farbe in der Malerei und den Künsten. Hierbei trat Kudielka vor allem mit Publikationen über die britische Künstlerin Bridget Riley hervor, mit der ihn seit den frühen 1970er Jahren auch eine lange Freundschaft verbindet.
In philosophischer Hinsicht beschäftigt sich Kudielka vor allem mit Phänomenologie und Hermeneutik sowie der philosophischen Ästhetik und Kunsttheorie von Immanuel Kant, Friedrich Wilhelm Joseph Schelling, Edmund Husserl, Martin Heidegger, Maurice Merleau-Ponty, aber auch mit den Werken von Samuel Beckett.
Zu Kudielkas Schülerinnen und Schülern gehören u. a. Katrin Dillkofer, Christian Malycha und Marc Wellmann.

## Position
In einem Beitrag für den Deutschlandfunk konstatiert Kudielka Ende 2019, die Bildende Kunst befinde sich „seit drei Jahrzehnten in der Krise“ – ihre „künstlerischen Mittel, das Vokabular der bildnerischen Kunst sei nicht mehr weiterentwickelt worden“; „stattdessen sei Bildende Kunst kommentarsüchtig geworden“ und es werde eine „Bekenntniskunst“ befördert, die vor bereits Überzeugten predige.

„Die Inszenierung, sei es Gender, sei es die Migrationsproblematik, all das ist sehr stark in den Vordergrund getreten und hat dazu geführt, dass wir eine Art Bekenntniskunst bekommen haben. Aber es schafft keine bedeutenden Kunstwerke, Kunstwerke in denen für die Menschen etwas artikuliert wird, was zeitgenössisch ist, was sie so aber noch nicht gefunden, gefühlt haben und was wichtiger ist als die aktuellen Inhalte.“

Auch in der Institutionalisierung des Wissenschaftsbetriebs sieht Kudielka ein Problem. Denn seien in der Zeit der Etablierung der Natur- und Geisteswissenschaften im 19. Jahrhundert noch offene Methodenstreits und Fragen des Erkenntnisinteresses diskutiert worden, würde dies in der modernen Wissenschaft in dieser Weise nicht mehr geschehen.

„Das Problem der Wissenschaft heute ist, glaube ich, ein bisschen anders gelagert, und darin etwas prekärer. Ich glaube, im Zuge der eigenen kulturellen Entwicklung, die sie hervorgebracht hat, ist die Wissenschaft selber ein institutioneller Faktor geworden. Die Wissenschaft ist eine Institution, die fest eingerichtet ist in unserer Wirklichkeit, die Teil unserer Wirklichkeit ist, und darin natürlich auch alle Gefahren sichtbar macht, die daraus erwachsen: nämlich zum Beispiel das Problem der Abstandslosigkeit, der undurchschauten Abhängigkeiten, der blinden und naiven Volksgläubigkeit in der Erprobung von Methoden, und dergleichen mehr. Die Wissenschaft heute hat, glaube ich, ein eigenartiges Defizit an methodischem Bewusstsein.“

In der Entwicklung der Abstrakten Kunst des 19. Jahrhunderts sieht Kudielka eine Art von Gegenbewegung zur technisch-wissenschaftlichen Fortschrittsorientierung dieser Zeit.

„In kultureller Hinsicht bedeutete das, dass die Kunst der Malerei in einer Zeit, die von dem wissenschaftlich-technischen Optimismus besessen war, die Natur als Gegenstand beherrschbar und nutzbar machen zu können, in der Gegenrichtung Bilder schuf, die die Unverfügbarkeit der Natur als ein lebendiges und belebendes Gegenüber des Menschen herausstellten. "Gegen" ist hier nicht in einem verneinenden oder gar feindlichen Sinne zu verstehen, sondern eher als ergänzende Erwiderung. Ohne den technologischen Fortschritt der synthetischen Farben in Tuben wäre, nebenbei bemerkt, die Malerei im Freien praktisch kaum möglich gewesen. Unterstellt man einmal, mit einem großen Wort, dass es in der Kunst wie in der Wissenschaft um Wahrheit geht, dann ist das Gelingen eines Kunstwerks doch etwas Anderes als die Gewissheit von Erkenntnis.“

## Schriften
Eigenständige Veröffentlichungen:
- Kunststudium heute: Rede zur Semestereröffnung an der Akademie für Bildende Künste Mainz am 22. Oktober 2007. Akademie für Bildende Künste, Mainz 2007.
- Robert Kudielka on Bridget Riley. Ridinghouse, London 2005.
- Paul Klee. The nature of creation. Hayward Gallery Publishing, London 2002.
- Urteil und Eros: Erörterungen zu Kants Kritik der Urteilskraft. Dissertation, Tübingen 1977.

 Als Herausgeber 
- Das Verlangen nach Form: Neoconcretismo und zeitgenössische Kunst aus Brasilien. Akademie der Künste, Berlin 2010.
- Aus, gezeichnet, zeichnen: eine Ausstellung der Sektion Bildende Kunst. Akademie der Künste, Berlin 2009.
- Raum – Orte der Kunst. Akademie der Künste, Berlin 2007.

 Aufsätze (Auswahl) 
- Die schwarze Sonne. Beobachtungen zur Eigenart der Bildfarbe. In: Christoph Wagner, Jakob Steinbrenner (Hrsg.): Farben in Kunst- und Geisteswissenschaften. Oliver Jehle, Regensburg 2011.
- Der Klang Violett. Zur Bedeutung der Farbe in der Musik Olivier Messiaens. In: La Cité céleste. Olivier Messiaen zum Gedächtnis, herausgegeben im Auftrag der Guardini Stiftung von Elmar Budde u. a. Berlin 2006, S. 13–23.
- Bild-Musik: der „Canon“ in Tizians Bacchanal der Andrier. In: Hannah Baader (Hrsg.): Im Agon der Künste: paragonales Denken, ästhetische Praxis und die Diversität der Sinne. Fink, München 2007 S. 231–249.
- Der intime Raum und seine Ausgänge : Matisse, Bonnard, Picasso und die Endlichkeit des Gelingen. In: Matthias Flügge (Hrsg.): Raum: Orte der Kunst. Verlag für moderne Kunst, Nürnberg 2007, S. 23–29.
- Chromatische und plastische Interaktion. Über die Wirkungsweise der Bildfarbe im Werk von Bridget Riley. In: Anne Hoormann, Karl Schawelka (Hrsg.): who’s afraid of. Zum Stand der Farbforschung. Weimar 1998, S. 132–156.
- Die Befreiung der Kunst von der Kunst: Arthur C. Danto und das Happy End des philosophischen Bildungsromans. In: Deutsche Zeitschrift für Philosophie, Nr. 45 (1997), S. 765–771.
- Die Lust der Reflexion und das Fest der Malerei : über das Verhältnis von Kants Ästhetik zur Bildkunst von Matisse. In: Birgit Recki, Lambert Wiesing (Hrsg.): Bild und Reflexion: Paradigmen und Perspektiven gegenwärtiger Ästhetik. Fink, München 1997, S. 241–269.
- Zum Versuch, von Tizians Farbkunst einen anschaulichen Begriff durch Farbabbildungen zu geben. In: Theodor Hetzer: Tizian. Die Geschichte seiner Farbe. Die frühen Gemälde. Bildnisse (= Schriften Theodor Hetzers, Band 7), hg. v. Gertrude Berthold. Stuttgart 1992, S. 15–35.
- Vom Löffelschnitzen, von der Verwirrung der Bilder und einer Theorie vom Berge. In: Walter Biemel (Hrsg.): Kunst und Technik, Gedächtnisschrift Martin Heidegger zum Hundertsten Geburtstag. Frankfurt am Main 1989, S. 287–310.
- Abstraktion als Antithese. Vom Sinn der Entgegensetzung in der Malerei Piet Mondrians und Jackson Pollocks. In: H. Poos (Hg.): Kunst als Antithese. Gebr. Mann, Berlin 1988, S. 211–215.
- „Zwischenruf. Zu einem neuerdings erhobenen bedeutsamen Ton in der Architekturdiskussion“. In:  Arch+, April 1995, S. 12 ff.
- „Apollo als Ideal. Von der Auflösung eines großartigen Irrtums“. In: Akademie/Akademie, Ausst.-Kat. Berlin: Vice Versa Verlag, 1996 (S. 61 ff.)